# فيلي وليامز
فيلي وليامز (11 يونيو 1941 - )  (بالإنجليزية: Willie Williams)‏ هو لاعب كريكت بريطاني.